# إريك هوتون
إريك هوتون (بالإنجليزية: Eric Houghton)‏ مواليد 29 يونيو 1910 في إنجلترا - الوفاة 1 مايو 1996 في برمنغهام، كان لاعب كرة قدم إنجليزي كان يلعب كلاعب وسط.

## المسيرة الاحترافية

### أندية لعب لها
- أستون فيلا